# Acorn Archimedes

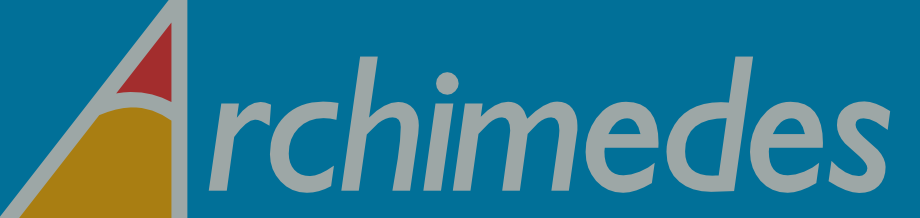
Logo Acorn Archimedes

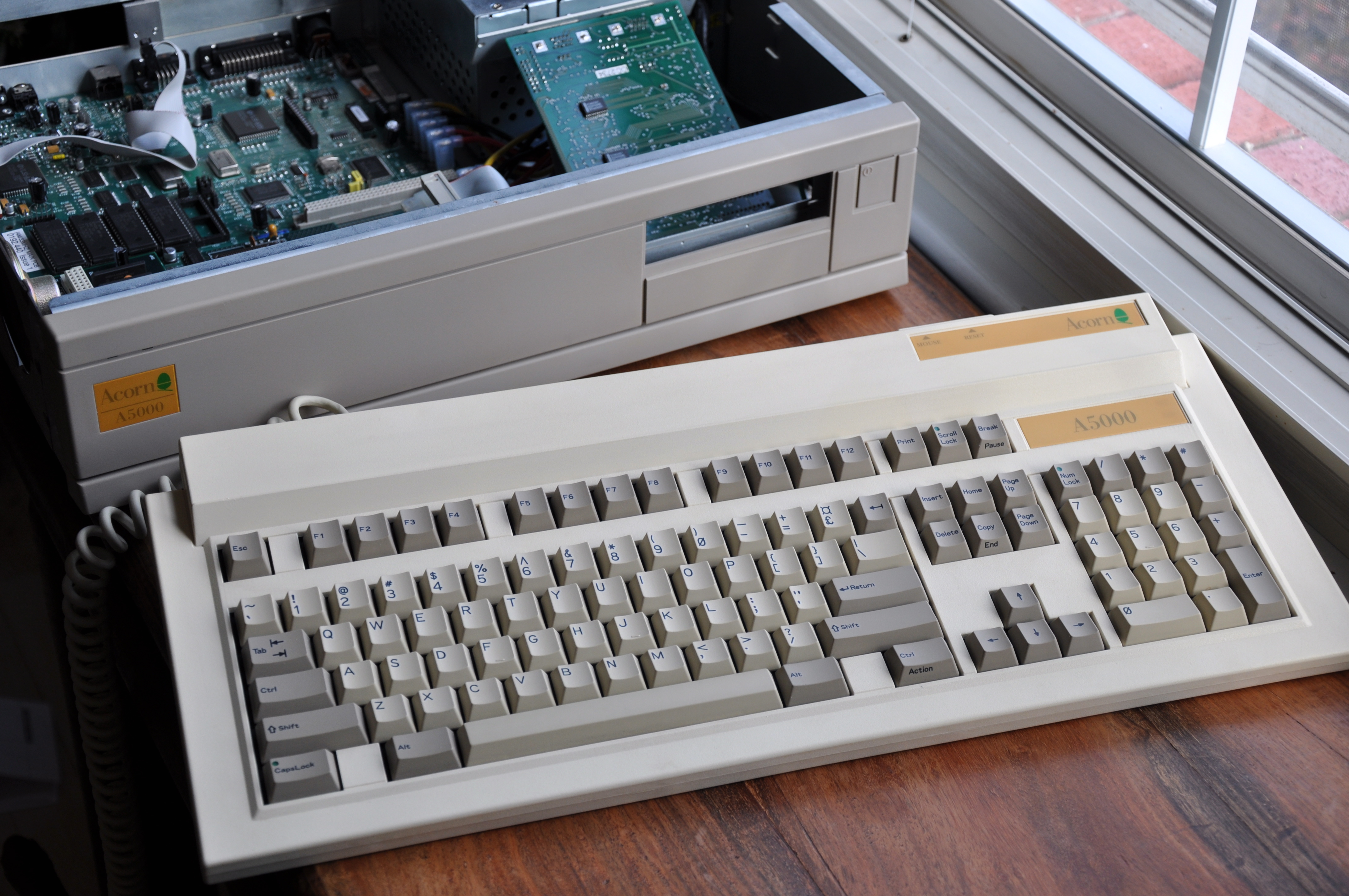
Otevřený Acorn Archimedes 5000

Acorn Archimedes byl první osobní respektive domácí počítač firmy Acorn Computers, který používal její novou architekturu ARM. V prodeji byl od června 1987 do poloviny devadesátých let dvacátého století, měl v základní podobě 512 kilobajtů paměti a 32bitový procesor RISCového typu, přičemž při uvedení byla uváděna jeho rychlost 4 MIPS.

## Modely

### První řady
První modely byly označené řada 300 a řada 400. Řada 400 nabízela 4 sloty pro rozšíření a kontrolér ST-506 pro vnitřní pevný disk. Obě řady používaly jako operační systém Arthur (později nahraditelný za úplatu RISC OS), podporu programovacího jazyka BBC BASIC a emulátor staršího mikropočítače BBC Micro. Počítač se skládal z počítačové skříně, obrazovky, samostatné klávesnice a třítlačítkové myši. Všechny modely nabízely osmikanálový zvukový výstup a obrazovka uměla zobrazit 256 barev.

### A3000 a A5000
Nová verze systému Arthur se původně měla jmenovat Arthur 2, ale když byl vydán film Arthur 2: S ledem, rozhodla se firma uvést operační systém pod novým názvem RISC OS. S ním začala být prodávána nová řada A3000, ovšem mohl se dokoupit i do starších strojů jako ROM modul.
Počítače A3000 měly procesor s taktovací frekvencí 8 MHz a 1 MB paměti. Na rozdíl od předchozích modelů tvořila klávesnice a počítač jeden celek.
Pak byl v roce 1991 vydán model A5000. Ten už měl procesor řady ARM3 s frekvencí 25 MHz, 2 nebo 4 MB RAM, a pevný disk o kapacitě 40 nebo 80 MB. Uměl zobrazovat grafiku v rozlišení VGA 800×600 pixelů. Navíc nabízel jako součást standardního příslušenství mechaniku pro diskety s vysokou hustotou, které podporovala formátování používané DOSem a
Atari. Pozdější verze A5000 obsahovaly procesor s frekvencí 33 MHz, paměť až 8 MB a kapacitu pevného disku až 120 MB.

### A3010 a notebook

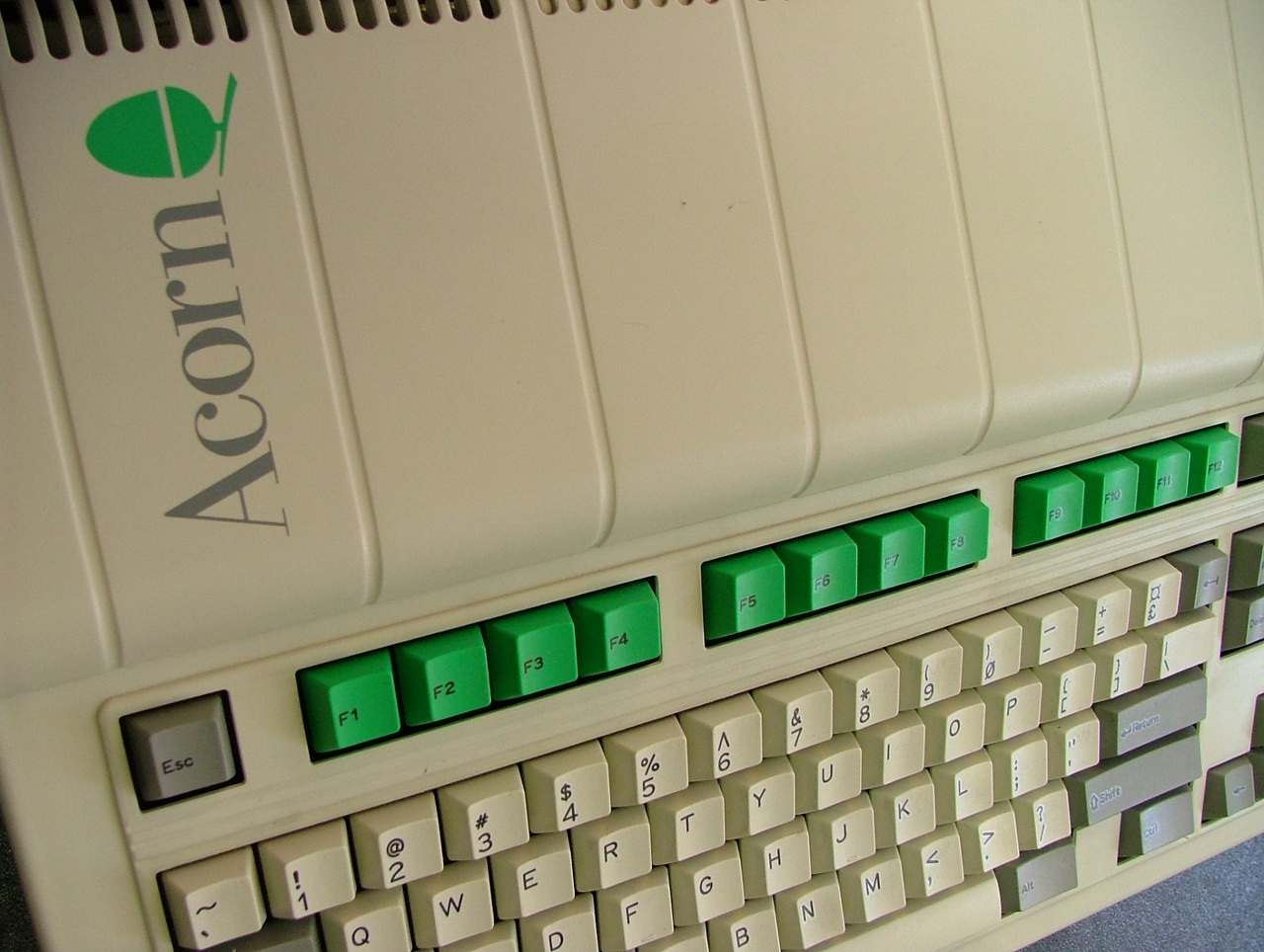
Acorn A3010

V roce 1992 se objevil model A3010, který měl port pro připojení joysticku a TV modulátor. Ve stejném roce se objevil také notebook A4, s procesorem řady ARM3 a s displejem z tekutých krystalů nabízejícím rozlišení 640×480 v 15 odstínech šedé. Kromě toho zde byl port pro připojení monitoru, na kterém bylo možné zobrazit barvy. Součástí notebooku nebyla žádná náhrada myši, tu bylo nutno připojit externí nebo si vystačit s klávesnicí.

## Význam a vliv
Koncem osmdesátých a začátkem devadesátých let byl Acorn Archimedes jedním z nejvýkonnějších domácích počítačů; jeho hlavní procesor byl rychlejší než Motorola 68000 používané v populárnějších počítačích Amiga a Atari ST. Motorola 68000 taktovaná na 8 MHz měla výkon zhruba 1 MIPS pro 16bitové výpočty a 0,5 MIPS pro 32bitové, při výběru jednodušších 16bitových instrukcí se dostala na 2 MIPS, naproti tomu 8 megaherzový ARM2 měl výkon 4,5 až 4,8 MIPS.
Archimedes se poměrně výrazně rozšířil ve školství v Spojeném království, Irsku, Austrálii a Novém Zélandu, na čemž měla svůj vliv spolupráce s řetězcem Tesco v programu Computers for Schools (počítače do škol), kromě toho se uchytil v určitých aplikacích u železnice a v lékařství, ale jinak větších úspěchů nedosáhl.
Začátkem devadesátých let nad ním začaly vítězit počítače Apple Macintosh a IBM PC, které ho překonávaly v práci s multimédii.